# ウルフィ
ウルフィ（Wolfy）は、名古屋テレビ放送（メ〜テレ）と系列のCSチャンネルエンタメ〜テレ☆シネドラバラエティのマスコットキャラクター。

## 概要
背中にファスナーの付いた、「羊の皮をまとった狼」のキャラクター。キャラクター設定として「その実態は謎」とされている。
名古屋テレビが地上デジタル放送を開始した2003年、局の愛称をメ〜テレとする際に発表された。名前は一般公募によるもので、数万通を超える応募の中からこの名が選ばれ、2003年5月に『メ〜テレワイド サンダー5』で発表された。ウルフィの採用と同時に、メ〜テレは局のキャッチコピーに「羊の皮をかぶったテレビ」を使用している。登場時より長い間羊の皮姿で活動していたが、2014年4月に公開されたCMで羊の皮を脱いだ姿を披露。さらに磯貝サイモンによるオリジナルテーマ曲「サンキューウルフィ」も制作され、同年10月より平日の朝に放送される情報番組『ドデスカ!』の生中継コーナーとして、東海3県（愛知県・岐阜県・三重県）各地で地元住民と狼バージョンのウルフィが曲に合わせてダンスをする「踊ろう!ウルフィーズ」が始まった。
地上デジタル放送の受信機表示アイコンでも、ウルフィのマークを使用している（チャンネルロゴ表示は局のロゴマークを使用）。
2022年4月1日、メ〜テレが開局60周年を迎え、新たなブランドイメージ「メ〜ロメロ! メ〜テレ」を制定し、ウルフィのイラストも"もふもふ調"の親しみやすい画風にリニューアルした。
2023年8月開催の『FIBAバスケットボール・ワールドカップ』が日本テレビ系列とテレビ朝日系列で放送する関係から、中京テレビのマスコット・チュウキョ〜くんとのコラボも実現。期間限定の合体キャラクター「メ～キョ～くん」も作られた。

## 在名他局のマスコットキャラクター
- 「ころんちゃん」→「シェアシェア」（CBCテレビ/5ch）
- 「ヤッパくん」→「わんだほ」→「イッチー」（東海テレビ/1ch）
- 「はちゃ丸」→「UPるんチャン 」(ぎふチャン/8ch）
- 「チュウキョ〜くん」（中京テレビ/4ch）
- 「エムっとくん 」（三重テレビ/7ch）
- 「デジタル10チャンネル」→「といろちゃん」（テレビ愛知/10ch）

## ANN系列他局のマスコットキャラクター
- ゴーちゃん。（テレビ朝日）
- キュキュ→エビシー（朝日放送テレビ）
- くん太→onちゃん（北海道テレビ放送）

## 関連書籍
- メ〜テレ本 あなたは羊ですか、それとも狼ですか。（2012年、朝日新聞出版）ISBN 978-4022711083